# Туя японська
Туя японська (Thuja standishii) — вид хвойних рослин родини кипарисових.

## Поширення, екологія
Країни зростання: Японія (Хонсю, Сікоку). Діапазон висот: (250)500–2000(2500) метрів над рівнем моря. Росте, перш за все, в субальпійських і верхніх прохолодних хвойних або хвойно-покритонасінних лісах помірного поясу в компанії інших хвойних включаючи Abies homolepis, Taxus cuspidata, Tsuga diversifolia, Pinus parviflora. Th. standishii є другорядним компонентом в цих лісах, залишаючись меншим деревом, ніж домінант і не досягаючи 15 м у висоту. Часто росте на вологих скелястих північних обривах, місцях менш придатних для великих дерев.

## Морфологія
Дерево до 18 м заввишки. Кора червоно-коричнева, волокниста; крона широко пірамідальна; гілки розлогі. Листя темно-зелене. Пилкові шишки довжиною 1,5–2 мм, чорні. Шишки темно-коричневі, обернено-яйцюваті, діаметр 8–10 мм. Насіння 5-6 мм; крила 6–7 × 2–2,5 мм.

## Використання
Деревина цього виду високо цінується для спеціальних цілей будівництва, наприклад, стелі і панелі, а також використовується для меблів, фрамуги і сабо (дерев'яні черевики). Дерево було в минулому одним з «п'яти дерев Kiso або Tome-ki», це означало, що дерево було власністю імператорів династії Токугава в 17-му і 18-му сторіччях і не використовувалося простими людьми. Ця практика зберегла кілька лісів від надмірної експлуатації. У Японії ця туя використовувалася як декоративне дерево протягом багатьох століть. Вид культивується в Європі і США, але набагато рідше, ніж деякі інші види і в основному розглядається як зразок дерев у дендрологічних колекціях.

## Загрози та охорона
Вибіркові рубки задля цінної деревини є головною загрозою. Цей вид записаний у кількох охоронних територіях.